# 西牟田站
西牟田站（日语：／ Nishimuta eki */?）是位於福岡縣筑後市西牟田，九州旅客鐵道（JR九州）的鹿兒島本線車站。車站編號為JB19。

## 歷史
- 1937年（昭和12年）5月17日 - 鐵道省開設此站[1]。
- 1987年（昭和62年）4月1日 - 伴隨國鐵分割民營化，車站由九州旅客鐵道（JR九州）營運。
- 2009年（平成21年）3月1日 - 此站可以使用IC卡「SUGOCA」[2]。
- 2016年（平成28年）3月26日 - 成為無人車站[3][4]。

## 車站構造
車站是一座地面車站，設有2面2線的相對式月台。1970年代成為無人車站，在1996年（平成8年）再次成為有人車站。在成為有人車站之際，車站大樓是一座為無人車站設計，由使用統一規格的簡易車站大樓，改造成設有車站事務室的車站大樓。隨後在2016年（平成28年）再次成為無人車站。
此站曾經是由JR九州鐵道營業管理的業務委託車站。在2016年3月成為無人車站。車站內設有售賣近距離車票的自動售票機以及簡易SUGOCA閘機。此站可使用SUGOCA，此站不可購買SUGOCA，但是可為SUGOCA增值。

### 月台
| 月台 | 路線       | 上下行 | 方向                   |
| ---- | ---------- | ------ | ---------------------- |
| 1    | 鹿兒島本線 | 上行   | 久留米、鳥栖、博多方向 |
| 2    | 鹿兒島本線 | 下行   | 大牟田、熊本、八代方向 |

## 使用狀況
在2018年（平成30年）度，1日平均乘車人次為438人。
以下是各年度1日平均使用人次。
| 年度               | 1日平均 乘車人次 | 1日平均 上下車人次 |
| ------------------ | ---------------- | ------------------ |
| 2006年（平成18年） | 530              | 沒有公布           |
| 2007年（平成19年） | 481              | 沒有公布           |
| 2008年（平成20年） | 464              | 沒有公布           |
| 2009年（平成21年） | 460              | 沒有公布           |
| 2010年（平成22年） | 461              | 沒有公布           |
| 2011年（平成23年） | 沒有公布         | 893                |
| 2012年（平成24年） | 沒有公布         | 876                |
| 2013年（平成25年） | 沒有公布         | 953                |
| 2014年（平成26年） | 沒有公布         | 878                |
| 2015年（平成27年） | 沒有公布         | 878                |
| 2016年（平成28年） | 430              |                    |
| 2017年（平成29年） | 427              |                    |
| 2018年（平成30年） | 438              |                    |

## 車站周邊
車站位於筑後市北部，車站接近久留米市邊界。車站距離西牟田地區中心，車站周邊只有少量民居，為一個比較平靜地區。此站較多通勤、上學乘客，曾經早上設有上行快速列車停站。
- 筑後市立筑後北小學
- 九州大谷短期大學
- 智力障礙更生設施 赤坂園

車站周邊沒有巴士路線。車站以東約1公里的國道209號上設有西鐵巴士「一條」巴士站，以西約1公里設有「本町四角」巴士站，兩巴士站均距離車站最近。

## 相鄰車站
九州旅客鐵道
鹿兒島本線
■快速、■區間快速
通過
■區間快速（部分列車）、■普通
荒木（JB18）－西牟田（JB19）－羽犬塚（JB20）

## 注腳
1. 1 2 3 4 5 6 7 8 9 10  . 週刊朝日百科. 33号 熊本駅・嘉例川駅・大畑駅ほか. 朝日新聞出版. 2013-03-31: 21.
2. ↑  . 交通新聞 (交通新聞社). 2009-03-03: 1.
3. 1 2   (PDF) (新闻稿). 九州旅客鐵道株式會社. 2016-02-25  [2016-03-25]. （原始内容 (PDF)存档于2016-03-05）.
4. 1 2  . 交通新聞 (交通新聞社). 2016-03-02.
5. ↑  .   [2020-04-03]. （原始内容存档于2020-05-04）.
6. ↑   (PDF). 筑後市.   [2019-03-05]. （原始内容存档 (PDF)于2019-03-06）.
7. ↑   (PDF). 筑後市.   [2019-03-05]. （原始内容存档 (PDF)于2019-03-06）.

## 外部連結
- 西牟田（車站資訊） - 九州旅客鐵道